# Kriwe-Kriwajto

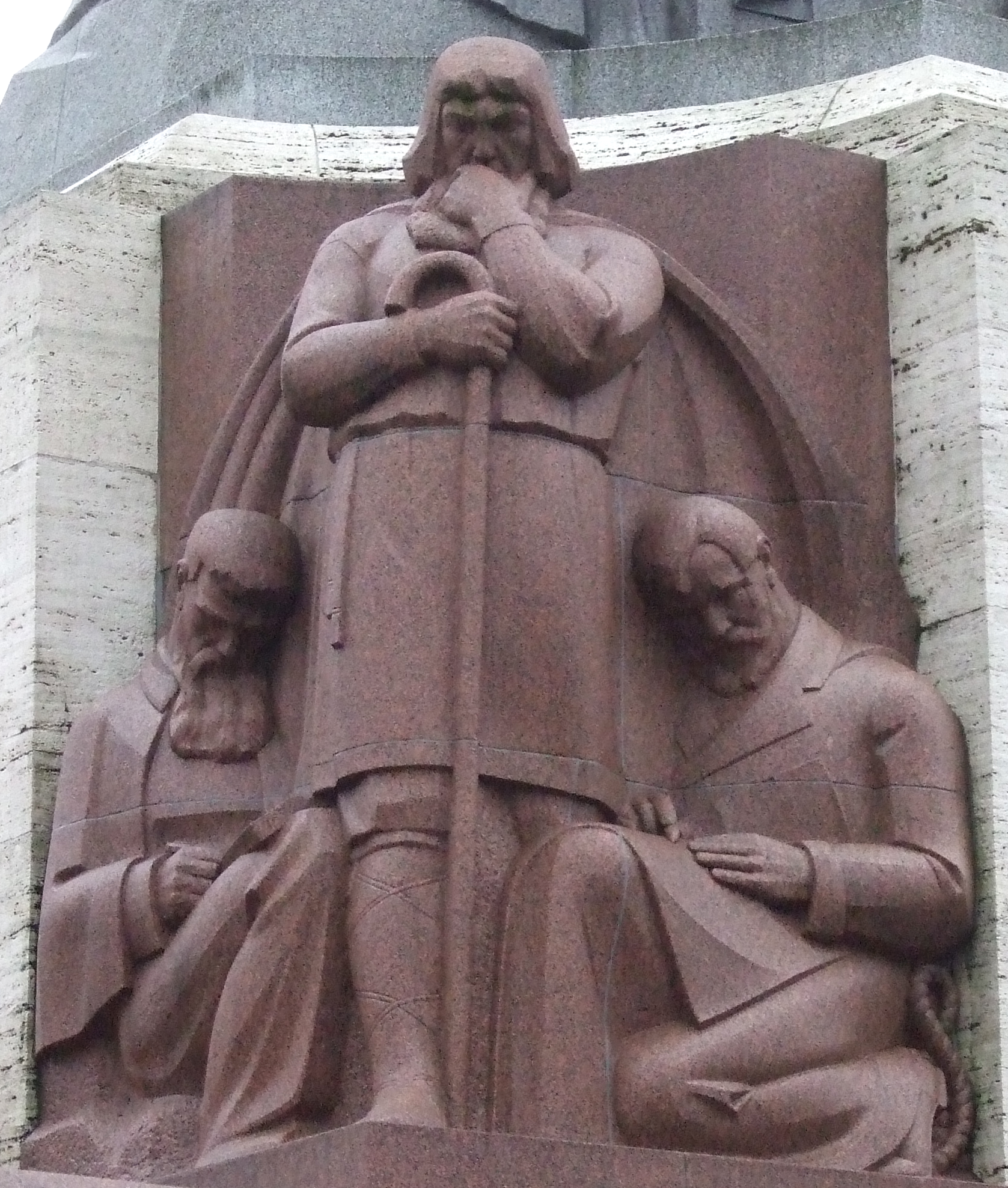
Una scultura di un Kriwe lettone con uno scrittore e uno scienziato del nostro tempo alle sue spalle, Monumento alla Libertà

Il Kriwe-Kriwajto (in lettone Krīvu krīvs; in lituano Krivių krivaitis) noto anche semplicemente come Kriwe (in lettone: Krīvs; in lituano: Krivis), era il principale sacerdote della mitologia prussiana e baltica. Tale figura religiosa viveva nel tempio (o santuario) prussiano di Romuva, un luogo di culto molto importante nella regione e, un tempo, capitale della Prussia. Il Kriwe-Kriwajto risultava una delle autorità più influenti nella società prussiana e baltica: uomini e donne provenienti soprattutto dalle odierne Polonia settentrionale, Lituania, Lettonia e Oblast' di Kaliningrad giungevano in gruppo o in solitaria a visitare Romuva per compiere sacrifici. Il sommo sacerdote, come lo definisce Pietro di Duisburg parafrasando le sue parole, era responsabile di tutti i principali rituali e la sua influenza veniva riconosciuta anche da popolazioni molto lontane dal luogo in cui agiva, come i curi e i lituani. A tutt'oggi risulta incerta l'esatta ubicazione del sito in cui risiedeva ed è probabilmente circoscritto tra territorio di Memel, Oblast' di Kaliningrad e contea di Kaunas.

## Origini
Secondo la leggenda, il primo Kriwe-Kriwajto (criwo cyrwaito) fu Bruteno, uno dei leggendari re della Prussia assieme al fratello minore Widewuto. Egli era responsabile della vita religiosa in Prussia e il suo legame con il tempio di Romuva fu tale che, alla fine della loro vita, i corpi di entrambi i leggendari fratelli furono bruciati in una cerimonia religiosa tenutasi in loco. Il Kriwe-Kriwajto disponeva di una folta schiera di sacerdoti di rango inferiore, come i wajdelotas (ovvero religiosi che operavano come stregoni, indovini e bardi), i quali lo assistevano nei rituali ed erano responsabili del fuoco sacro, da non spegnere per nessun motivo, sotto la quercia sacra di Romuva.